# 雲鷹丸

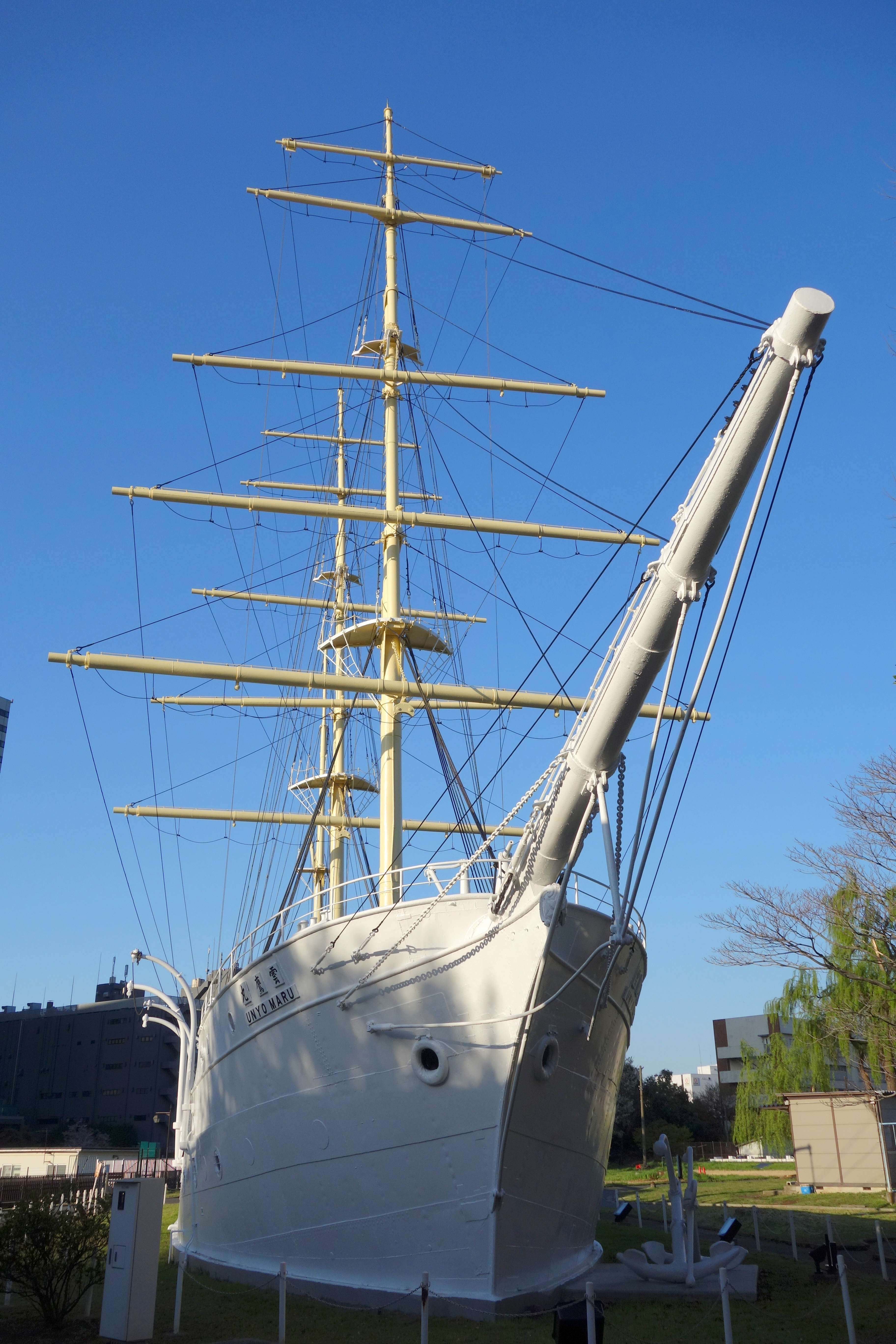
船首（2014年4月）

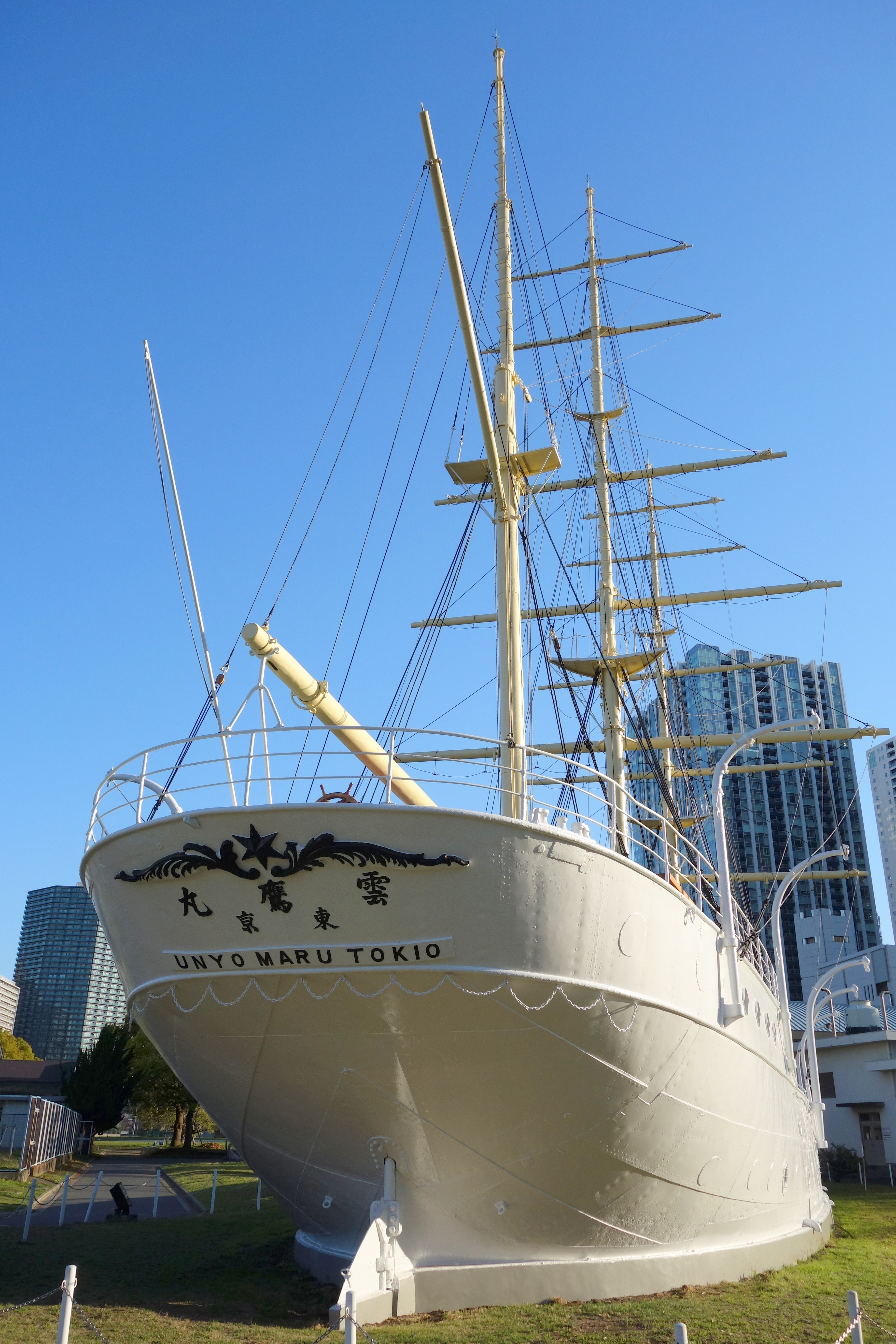
船尾（2014年4月）

雲鷹丸（うんようまる）は日本の船舶であり、漁業練習船および漁業調査船として使用された、3本マストの帆船である。
1909年（明治42年）5月から1929年（昭和4年）8月まで20年間にわたり36回の航海を行うとともに、捕鯨実習をはじめ、漁業調査、学生実習、漁撈技術・漁具開発等に貢献をし、漁獲物処理では船上でのカニ缶詰製造に成功し、後の大型蟹工船の先駆けとなった。
1962年（昭和37年）に東京海洋大学品川キャンパスに移設され、1998年（平成10年）12月11日に国の登録有形文化財として登録された。

## 歴史
東京水産大（東京海洋大の前身）の前身である農商務省水産講習所の初代練習船・快鷹丸が韓国慶尚北道迎日湾にて難破したため、1909年に大阪鉄工所桜島造船所で、2代目練習船として雲鷹丸が建造された。南北の海に計36次の航海を行った米国式遠洋捕鯨船バーク型帆船で、カムチャッカ漁場開拓とカニ工船事業の開発に活躍した。
1923年の関東大震災発生時、雲鷹丸は月島三号岸壁に停泊していた。舷側に漂流してくる焼船からの類焼を防ぎつつ、船上に降り注ぐ火の塊を消しながら市民500余人を救助した。1926年に工船組合と、カムチャッカ東岸で蟹刺網漁業及び缶詰製造試験を行い、東カムチャッカ沖合漁場開発の端緒を開いた。
1928年、白鷹丸にバトンを渡し、現役を退き廃船となった。
1932年に、船内の一部を補修改装して操帆訓練船として再び活用されることとなった。操帆実習は戦時中まで続けられた。
1962年に、東京水産大学七十周年記念事業の一環として、越中島から現在の品川校舎に移設され、1969年から1970年にかけて、復元整備事業が行われ、大学構内に復元された。1998年12月11日に国の登録有形文化財に登録された。

## 特徴
建造当時一世を風靡し世界の海を駆け巡ったパーク型米国式捕鯨船を型どった船であり、この型としては現存する最後の一隻である。
国産鋼製船舶としては現存最古である。
2012年時点で羽田モノレールや首都高羽田線や敷地のすぐ外側の運河沿いの遊歩道から望む事が出来る。

## 平成の大改修
昭和45年(1970年)の本格的な修復工事後に行われてきた補修工事が、平成7年(1995年)以降行われておらず、点検調査の結果、各所の痛みが激しくなってきており、早急な補修が必要であることが判明した。
2012年2月から2014年3月の期間で、3千万円を目標に東京海洋大学が修復費用の募金活動を行っている。。

## アクセス
所在地は陸上である。東京海洋大学品川キャンパスの校内の南東部、敷地内の天王洲アイル側の天王洲運河の天王洲水門付近。
- 鉄道：羽田モノレール・天王洲アイル駅より浜松町駅方面に徒歩約5分、運河沿いの遊歩道から斜め後ろからの姿が望める。
- 鉄道：JR山手線品川駅より徒歩約15分の東京海洋大学品川キャンパス正門からさらに徒歩10分 ※オープンキャンパスなどの一般開放日に学内に入場可能。傷みが激しいため船内への立ち入りは禁止されている。